# Лисянська селищна рада
Ли́сянська се́лищна ра́да — адміністративно-територіальна одиниця та орган місцевого самоврядування в Лисянському районі Черкаської області. Адміністративний центр — селище міського типу Лисянка.

## Загальні відомості
- Населення ради: 8 206 осіб (станом на 1 вересня 2011 року)

## Населені пункти
Селищній раді підпорядковані населені пункти:
- смт Лисянка

## Склад ради
Рада складається з 30 депутатів та голови.
- Голова ради:
- Секретар ради: Кошман Тетяна Петрівна

### Керівний склад попередніх скликань
| Прізвище, ім'я, по батькові | Основні відомості | Дата обрання | Дата звільнення |
| --------------------------- | ----------------- | ------------ | --------------- |

Примітка: таблиця складена за даними сайту Верховної Ради України

### Депутати
За результатами місцевих виборів 2010 року депутатами ради стали: